# NGC 544
NGC 544 ist eine elliptische Galaxie vom Hubble-Typ E/SB0 im Sternbild Sculptor am Südsternhimmel. Sie ist schätzungsweise 263 Millionen Lichtjahre von der Milchstraße entfernt und hat einen Durchmesser von etwa 115.000 Lj. Wahrscheinlich bildet sie gemeinsam mit NGC 546 ein gravitativ gebundenes Galaxienpaar.
Im selben Himmelsareal befinden sich u. a. die Galaxien NGC 534 und NGC 549.
Das Objekt wurde am 23. Oktober 1835 von dem britischen Astronomen John Frederick William Herschel entdeckt.